# Minardi PS05
Chronologie des modèles (2005)
Minardi PS04B
La Minardi PS05 est la monoplace de Formule 1 engagée par la Scuderia Minardi pour le Championnat du monde de Formule 1 2005. Elle est présentée au week-end du Grand Prix automobile de Saint-Marin 2005 à Imola. Elle est pilotée par l'Autrichien Patrick Friesacher et les Néerlandais Christijan Albers et Robert Doornbos, en remplacement de Friesacher. Les pilotes d'essais sont les Italiens Luca Filippi et Enrico Toccacelo, l'Israélien Chanoch Nissany, l'Espagnol Roldán Rodríguez et l’Uruguayen Juan Caceres. La PS05 est équipée d'un moteur Cosworth et de pneus Bridgestone.

## Historique
Minardi dispute les trois premières courses de la saison 2005, en Australie, en Malaisie et à Bahreïn, avec une PS04B de la saison précédente, adaptée au règlement technique 2005.
La Minardi PS05 effectue le 16 avril 2005 son premier roulage sur le circuit du Mugello. Le pilote Christijan Albers couvre 204 kilomètres (soit 39 tours) et réalise son meilleur temps en 1 min 26 s 530. Après ce premier roulage, Christijan Albers se montre satisfait : « Je voudrais complimenter tout le team. Ils ont fait un super boulot. Je suis très content du moteur Cosworth CR6, qui est puissant et réactif. »
La Minardi PS05 fait ses débuts en compétition à l'occasion du Grand Prix de Saint-Marin, quatrième épreuve de la saison 2005.
La Minardi PS05 ne marque des points en course que lors du Grand Prix des États-Unis, où seules les monoplaces dotées de pneus Bridgestone sont aptes à prendre le départ de la course. Christijan Albers termine cinquième devant Patrick Friesacher, qui est en sixième et dernière place.
Mise à part ce coup d'éclat, les PS05 sont bloquées en queue de peloton et Friesacher, constamment dominé par Albers, est remplacé par Robert Doornbos à partir du Grand Prix d'Allemagne.
À la fin de la saison, Minardi termine dixième du championnat des constructeurs avec sept points et est rachetée par Red Bull, qui rebaptise l'écurie Scuderia Toro Rosso.

## Résultats en championnat du monde de Formule 1

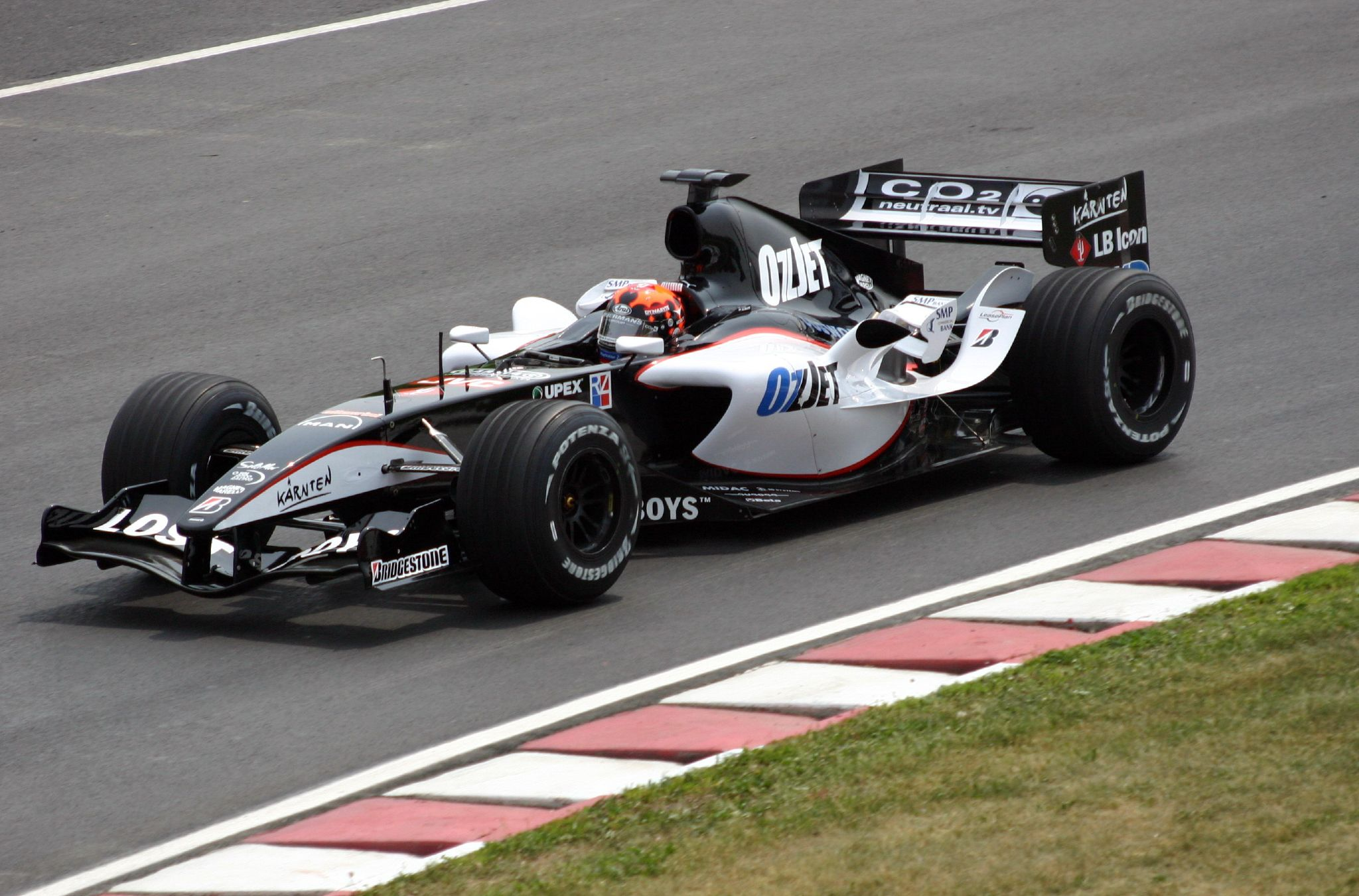
La Minardi PS05 de Christijan Albers au Grand Prix du Canada 2005.

| Saison | Écurie          | Moteur              | Pneus       | Pilotes            | Courses | Courses | Courses | Courses | Courses | Courses | Courses | Courses | Courses | Courses | Courses | Courses | Courses | Courses | Courses | Courses | Courses | Courses | Courses | Points inscrits | Classement |
| Saison | Écurie          | Moteur              | Pneus       | Pilotes            | 1       | 2       | 3       | 4       | 5       | 6       | 7       | 8       | 9       | 10      | 11      | 12      | 13      | 14      | 15      | 16      | 17      | 18      | 19      | Points inscrits | Classement |
| ------ | --------------- | ------------------- | ----------- | ------------------ | ------- | ------- | ------- | ------- | ------- | ------- | ------- | ------- | ------- | ------- | ------- | ------- | ------- | ------- | ------- | ------- | ------- | ------- | ------- | --------------- | ---------- |
| 2005   | Minardi F1 Team | Cosworth TJ2005 V10 | Bridgestone |                    | AUS     | MAL     | BAH     | SMR     | ESP     | MON     | EUR     | CAN     | USA     | FRA     | GBR     | ALL     | HON     | TUR     | ITA     | BEL     | BRÉ     | JAP     | CHI     | 7               | 10e        |
| 2005   | Minardi F1 Team | Cosworth TJ2005 V10 | Bridgestone | Patrick Friesacher |         |         |         | Abd     | Abd     | Abd     | 18e     | Abd     | 6e      | Abd     | 19e     |         |         |         |         |         |         |         |         | 7               | 10e        |
| 2005   | Minardi F1 Team | Cosworth TJ2005 V10 | Bridgestone | Robert Doornbos    |         |         |         |         |         |         |         |         |         |         |         | 18e     | Abd     | 13e     | 18e     | 13e     | Abd     | 14e     | 14e     | 7               | 10e        |
| 2005   | Minardi F1 Team | Cosworth TJ2005 V10 | Bridgestone | Christijan Albers  |         |         |         | Abd     | Abd     | 14e     | 17e     | 11e     | 5e      | Abd     | 18e     | 13e     | Nc      | Abd     | 19e     | 12e     | 14e     | 16e     | 16e     | 7               | 10e        |

Légende : ici 